# Entre-deux-Guiers
Pour les articles homonymes, voir Guiers (homonymie).
Entre-deux-Guiers est une commune française située géographiquement dans la plaine du Guiers, à la limite occidentale du massif de la Chartreuse. Elle dépend administrativement du département de l'Isère, en région Auvergne-Rhône-Alpes et correspondant à l'ancienne province du Dauphiné.
La commune, située à mi-chemin des agglomérations de Grenoble et Chambéry, fut jusqu'en 1860, année de rattachement de la Savoie à la France, une ville frontière entre la France et le royaume de Sardaigne, le pont sur le Guiers Vif marquant la frontière entre les deux pays. Le bourg abritait alors le poste de douane français.
Ses habitants se dénomment les Guiérois(e)s.

## Géographie

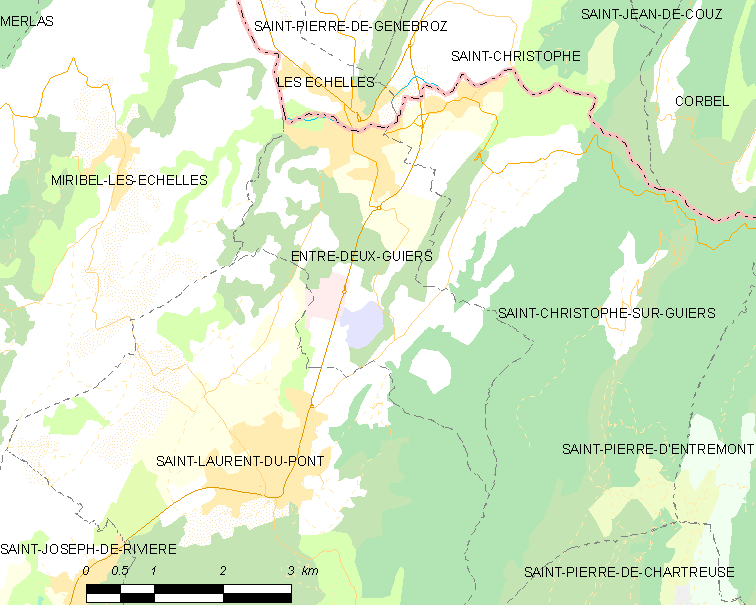
Plan du territoire d'Entre-deux-Guiers

### Situation
Le territoire communal se situe en grande partie dans la plaine alluvionnaire des deux Guiers, située au nord-ouest du département de l'Isère, à la limite du département de la Savoie. La partie la plus orientale du territoire se situe dans les Préalpes françaises, plus précisément le massif de la Chartreuse. La commune fait intégralement partie de la circonscription territoriale du département de l'Isère et s'inscrit dans le parc naturel régional de la Chartreuse.
Le centre du bourg d'Entre-deux-Guiers est situé à 38 km de Grenoble, préfecture de l'Isère, 92 km de Lyon, préfecture de la région Auvergne-Rhône-Alpes ainsi qu'à environ 472 km de Nice (par la route et l'autoroute) et 562 km de Paris.

### Description
Le bourg d'Entre-deux-Guiers, assez resserré autour de sa mairie et de son église, se situe dans une plaine formée par les dépôts alluvionnaires de des deux rivières, le Guiers Vif et le Guiers mort, celles-ci se rejoignant dans un confluent situé aux limites septentrionales de la commune.
L'agglomération est de taille modeste et se confond avec son ancien bourg historique, situé en Savoie, la commune voisine, des Échelles. Ces deux communes ne sont séparés que par une rivière aux allures de torrent, le Guiers vif et comprennent quelques immeubles de taille modeste, construits à proximité du cœur du village et un plus grand nombre de petites maisons et de villas éparpillées, de façon moins denses, entre le bourg central et le restant de la plaine.

### Géologie et relief

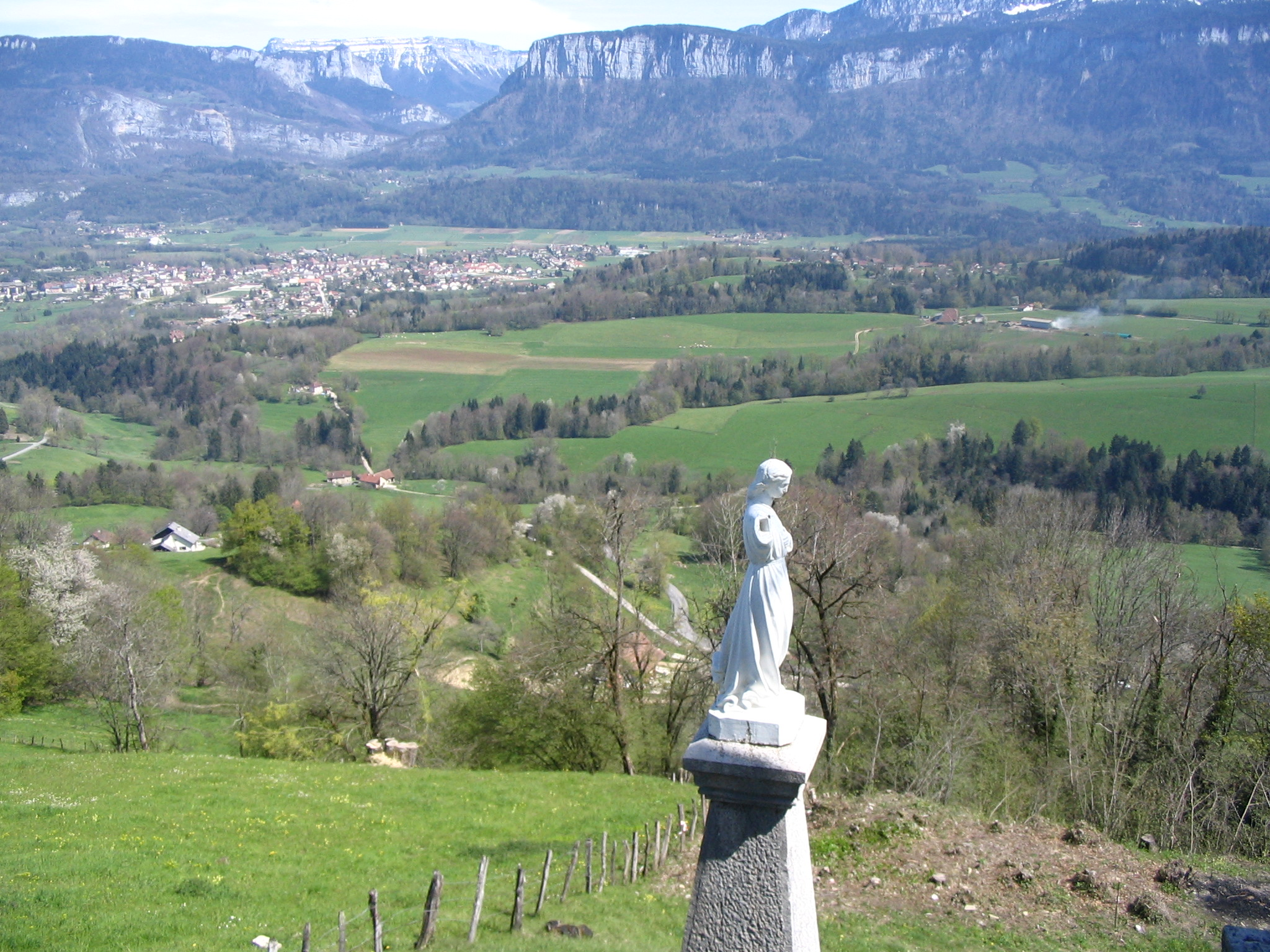
Notre-Dame du Château devant Entre-deux-Guiers, Les Échelles et les gorges de l'Échaillon.

L'ensemble du territoire d'Entre-deux-Guiers la plaine alluviale des deux Guiers depuis le nord du territoire de la commune voisine de Saint-Laurent-du-Pont jusqu'à la rive gauche du Guiers Vif qui se présente comme une surface plate, due au comblement d'un ancien lac qui occupait la zone.
Ce plan d'eau préhistorique occupait une dépression creusée par les glaciers quaternaires dans des molasses datant du Miocène. Sur les pentes orientales de cette dépression formées sur les premiers contreforts du massif de la Chartreuse), jusqu'à une altitude d'environ 700 mètres, cette roche sédimentaire est recouverte par un placage d'alluvions de type fluvio-glaciaires, lié au dépôt glaciaire qui a occupé la vallée de Saint-Laurent-du-Pont.

### Hydrographie

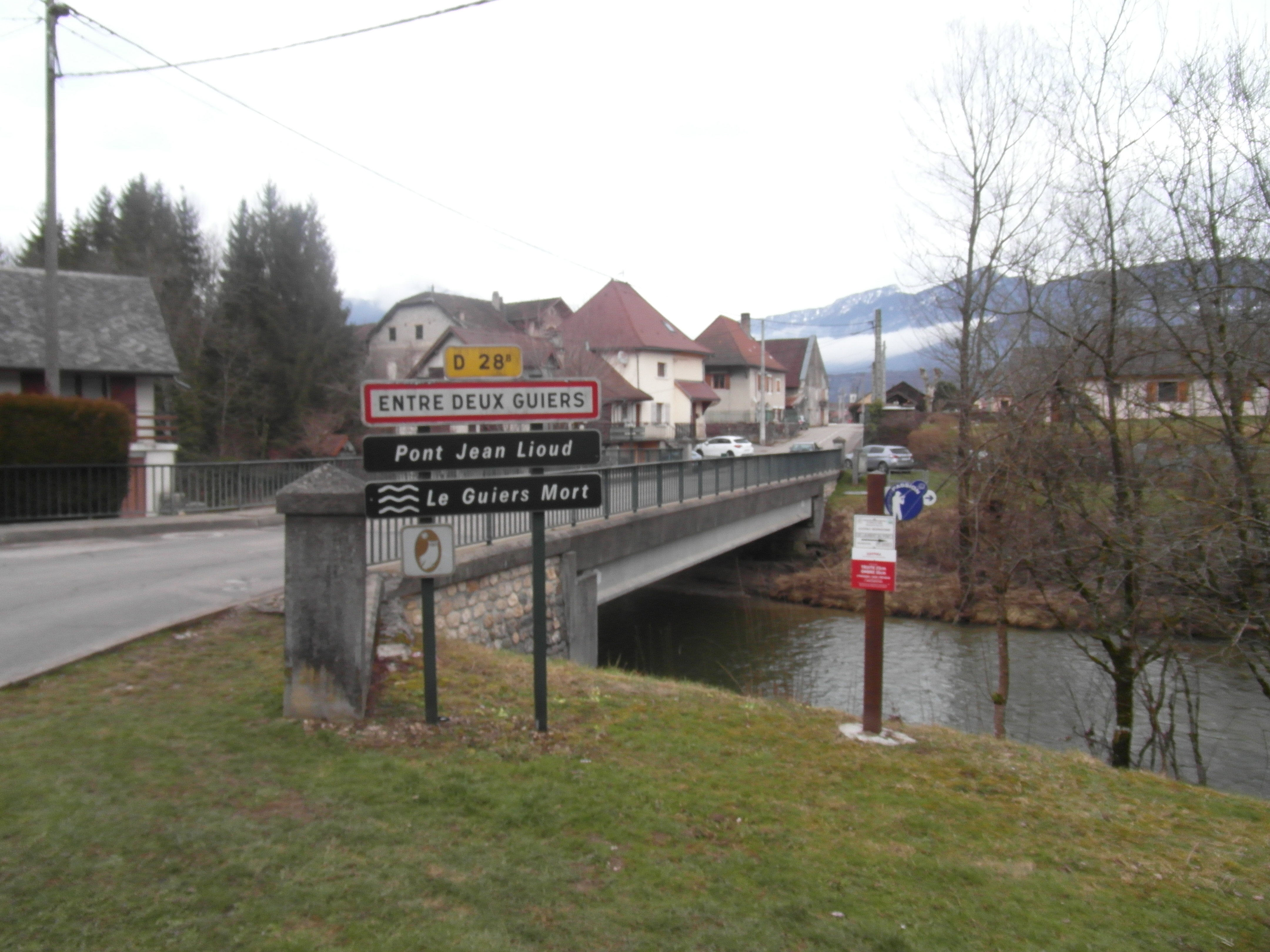
Pont sur le Guiers mort.

Le territoire communal est traversé par quelques cours d'eau, principalement deux rivières, un petit canal et quelques ruisseaux notables :
- le Guiers mort, affluent du Rhône qui prend sa source à 4 km en amont de Saint-Pierre-de-Chartreuse, puis qui traverse le territoire de Saint-Laurent-du-Pont, et qui ensuite s'écoule en direction du Rhône qu'il rejoint à Saint-Genix-sur-Guiers. Son cours est généralement confondu avec celui du Guiers après sa confluence avec le Guiers Vif et la longueur totale de son cours est de 50 km[3] ;
- le Guiers vif, affluent droit du Guiers ou Guiers mort, formant ainsi le Guiers. Il est donc un sous-affluent du Rhône ;
- le canal de l'Herrétang est un cours d'eau aménagé, le Merdaret, d'une longueur de 17,7 km, qui s'écoule depuis la commune de La Sure en Chartreuse pour rejoindre en rive gauche le Guiers à Entre-deux-Guiers[4], après avoir traversé le territoire de la commune ;
- le Ruisseau de l'Aigue noire se jette dans le Guiers mort[5], après avoir traversé le territoire de la commune ;
- le Ruisseau de Saint-Anthelme se jette dans le Guiers mort[6], après avoir traversé le territoire de la commune.

### Climat
Pour des articles plus généraux, voir Climat d'Auvergne-Rhône-Alpes et Climat de l'Isère.
En 2010, le climat de la commune est de type climat des marges montargnardes, selon une étude du Centre national de la recherche scientifique s'appuyant sur une série de données couvrant la période 1971-2000. En 2020, Météo-France publie une typologie des climats de la France métropolitaine dans laquelle la commune est exposée à un climat de montagne ou de marges de montagne et est dans la région climatique Alpes du nord, caractérisée par une pluviométrie annuelle de 1 200 à 1 500 mm, irrégulièrement répartie en été.
Pour la période 1971-2000, la température annuelle moyenne est de 11,1 °C, avec une amplitude thermique annuelle de 18,9 °C. Le cumul annuel moyen de précipitations est de 1 241 mm, avec 9,6 jours de précipitations en janvier et 7,8 jours en juillet. Pour la période 1991-2020, la température moyenne annuelle observée sur la station météorologique de Météo-France la plus proche, « St Aupre_sapc », sur la commune de Saint-Aupre à 7 km à vol d'oiseau, est de 11,0 °C et le cumul annuel moyen de précipitations est de 1 376,9 mm,. Pour l'avenir, les paramètres climatiques de la commune estimés pour 2050 selon différents scénarios d'émission de gaz à effet de serre sont consultables sur un site dédié publié par Météo-France en novembre 2022.

#### Températures des minimales et maximales enregistrées sur trois ans
- 2012

| Mois                              | jan. | fév. | mars | avril | mai  | juin | jui. | août | sep. | oct. | nov. | déc. |
| --------------------------------- | ---- | ---- | ---- | ----- | ---- | ---- | ---- | ---- | ---- | ---- | ---- | ---- |
| Température minimale moyenne (°C) | 0,2  | −5   | 2,1  | 7,1   | 10   | 13,8 | 14,7 | 14,8 | 11,8 | 8,3  | 4,2  | 0,5  |
| Température maximale moyenne (°C) | 7,1  | 3,5  | 17,1 | 16,6  | 22,2 | 25,7 | 26,7 | 29   | 22,2 | 17,4 | 11,5 | 7,4  |

- 2014

| Mois                              | jan. | fév. | mars | avril | mai  | juin | jui. | août | sep. | oct. | nov. | déc. |
| --------------------------------- | ---- | ---- | ---- | ----- | ---- | ---- | ---- | ---- | ---- | ---- | ---- | ---- |
| Température minimale moyenne (°C) | 0,9  | 2,1  | 2,6  | 7,1   | 8,9  | 13,1 | 14,8 | 13,6 | 12,4 | 9,3  | 5,3  | 1,5  |
| Température maximale moyenne (°C) | 8,5  | 10,4 | 15,1 | 18,7  | 20,2 | 27,1 | 24,5 | 24,5 | 23,6 | 20,3 | 13,4 | 7,5  |

- 2016

| Mois                              | jan. | fév. | mars | avril | mai  | juin | jui. | août | sep. | oct. | nov. | déc. |
| --------------------------------- | ---- | ---- | ---- | ----- | ---- | ---- | ---- | ---- | ---- | ---- | ---- | ---- |
| Température minimale moyenne (°C) | 2,1  | 3,1  | 2    | 5,4   | 9,2  | 14   | 15   | 14   | 13,2 | 6,7  | 3,8  | −3,6 |
| Température maximale moyenne (°C) | 9,2  | 10   | 12,4 | 16    | 19,9 | 24,6 | 28,8 | 28,4 | 26,1 | 16,1 | 11,2 | 6,9  |

### Voies de communication
Le territoire communal d'Entre-deux-Guiers est traversé par la RD 520 qui la relie à la commune voisine de Saint-Laurent-du-Pont.

## Urbanisme

### Typologie
Au 1er janvier 2024, Entre-deux-Guiers est catégorisée bourg rural, selon la nouvelle grille communale de densité à sept niveaux définie par l'Insee en 2022.
Elle appartient à l'unité urbaine d'Entre-deux-Guiers, une agglomération inter-départementale regroupant trois  communes, dont elle est ville-centre,,. Par ailleurs la commune fait partie de l'aire d'attraction de Chambéry, dont elle est une commune de la couronne,. Cette aire, qui regroupe 115 communes, est catégorisée dans les aires de 200 000 à moins de 700 000 habitants,.

### Occupation des sols
L'occupation des sols de la commune, telle qu'elle ressort de la base de données européenne d’occupation biophysique des sols Corine Land Cover (CLC), est marquée par l'importance des forêts et milieux semi-naturels (45,8 % en 2018), en diminution par rapport à 1990 (49,9 %). La répartition détaillée en 2018 est la suivante : 
forêts (45,8 %), prairies (18,1 %), zones agricoles hétérogènes (11,7 %), zones urbanisées (9,3 %), terres arables (9,2 %), zones industrielles ou commerciales et réseaux de communication (3,1 %), zones humides intérieures (2,8 %). L'évolution de l’occupation des sols de la commune et de ses infrastructures peut être observée sur les différentes représentations cartographiques du territoire : la carte de Cassini (XVIIIe siècle), la carte d'état-major (1820-1866) et les cartes ou photos aériennes de l'IGN pour la période actuelle (1950 à aujourd'hui).

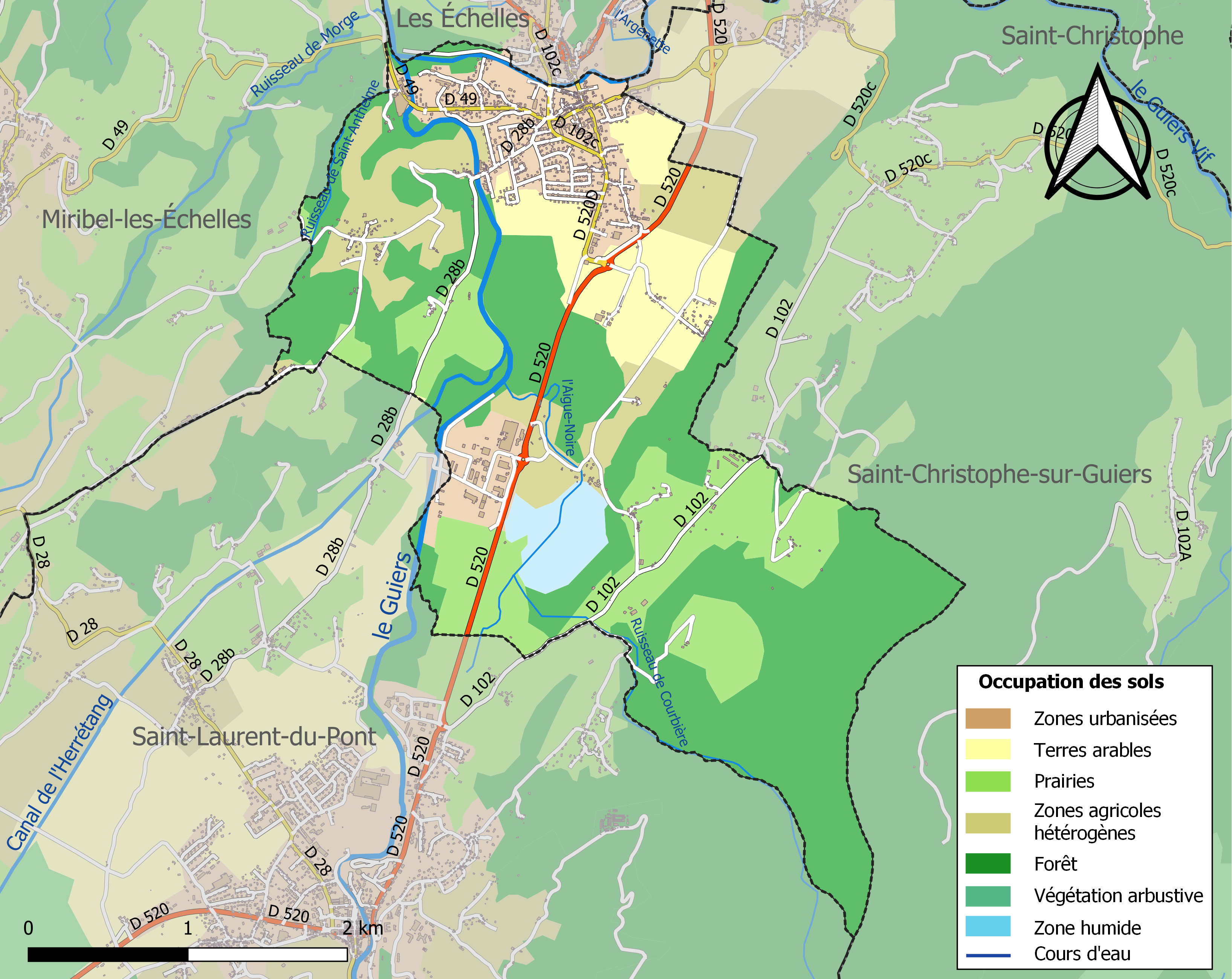
Carte des infrastructures et de l'occupation des sols de la commune en 2018 (CLC).

### Hameaux
Voici, ci-dessous, la liste la plus complète possible des divers hameaux, quartiers et lieux-dits résidentiels urbains comme ruraux qui composent le territoire de la commune d'Entre-deux-Guiers, présentés selon les références toponymiques fournies par le site geoportail de l'Institut géographique national.
| - Moulin Neuf - la Montagnère - le Suifflet - le Pont Jean-Lioud - les Rousses - Montcelet - le Grépon - le Grenat - le Mollard - Maison Perronet - la Tour | - Maison cendrée - les Moulins - la Rosette - les Bauches (Zone Industrielle) - la Marine - Charbot - Aiguenoire - le Mas d'Aiguenoire - la Combalaise - Bachelard - Bois du Blanc |

### Risques naturels et technologiques

#### Risques sismiques
L'ensemble du territoire de la commune d'Entre-deux-Guiers est situé en zone de sismicité n°4 (sur une échelle de 1 à 5), non loin de la zone n°3 située plus à l'ouest.
| Type de zone | Niveau            | Définitions (bâtiment à risque normal) |
| ------------ | ----------------- | -------------------------------------- |
| Zone 4       | Sismicité moyenne | accélération = 1,6 m/s2                |

## Histoire

### Préhistoire et Antiquité

#### Vestiges préhistoriques
Le site préhistorique de « La Fru » est situé à environ 4 km du bourg d'Entre-deux-Guiers, sur le territoire de la commune de Saint-Christophe, en Savoie, et a permis de révéler de nombreux sites préhistoriques datant des périodes azilienne et magdalénienne.

#### Allobroges et Romains

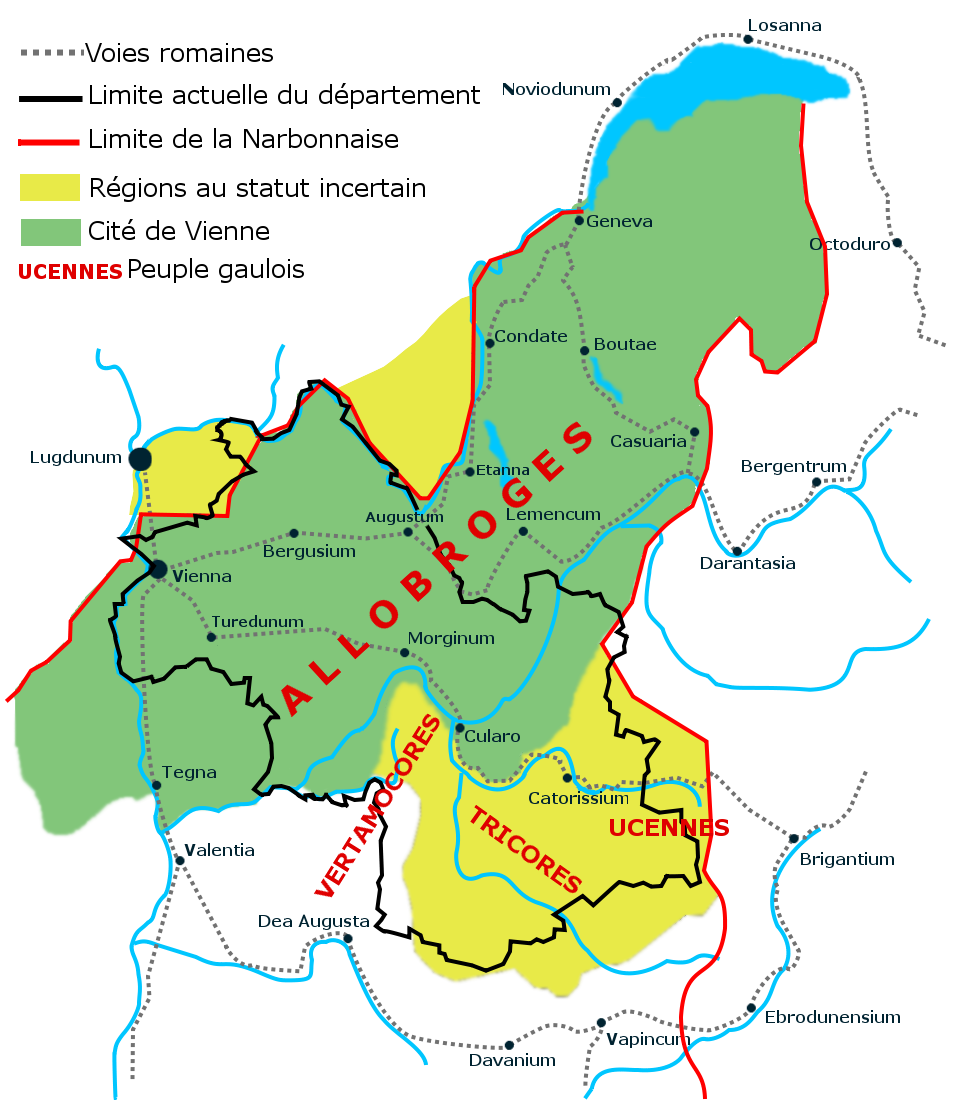
Territoire des Allobroges

Le secteur actuel d'Entre-deux-Guiers et des Échelles se situe au centre du territoire antique des Allobroges, ensemble de tribus gauloises occupant l'ancienne Savoie, ainsi que la partie du Dauphiné située au nord de la rivière Isère.
Selon certaines publications, l'ancienne cité allobroge de Lavascone ou bien Laviscone se situait dans le voisinage immédiat de l'agglomération actuelle d'Entre-deux-Guiers et des Échelles. Cette cité est dénommée Labisco dans la table de Peutinger.
Une pierre gravée de l'époque romaine a été retrouvée dans une ancienne église à proximité du Guiers aux Échelles, et donc à quelques mètres du territoire guiérois. Cette pierre de forme carrée porte une inscription latine « AVG VICANI EX STIPE » signifiant « À Auguste, les habitants du quartier par souscription », indiquant que la cité des Échelles formait un vicus, c'est-à-dire une localité ou un bourg suffisamment important pour que l'administration romaine  lui accorde un pouvoir de décision au niveau local.

### Moyen Âge et Renaissance
Entre-deux-Guiers, sur confiscation par le comte Amédée VI de Savoie, devient en 1380 le siège de l'une des châtellenies dans l'organisation administrative du comté de Savoie, relevant du bailliage de Novalaise.
Le Dauphin Humbert II, dernier prince du Dauphiné, lourdement endetté, se retrouva sans héritier, son fils étant mort à l'âge de deux ans. Philippe VI de Valois, roi de France, tire alors profit de cette situation et, après de nombreux et longs pourparlers, le dauphin céda le Dauphiné au royaume de France le 30 mars 1349 par le traité de Romans, habilement négocié par son protonotaire, Amblard de Beaumont. En contrepartie, le fils du roi de France devait dorénavant prendre le titre de dauphin et la France reconnaître l’autonomie de la province.
Cependant, à cette époque, le Dauphiné n'avait pas encore sa forme définitive. La Savoie détenait de nombreux territoires en Bas-Dauphiné, mais en 1355, le traité de Paris fixe la frontière entre le roi de France Jean le Bon et Amédée VI de Savoie. Toutefois, le texte ne précise à aucun moment si celle-ci passe par le Guiers Vif ou le Guiers Mort. Cette imprécision amène une querelle de 400 ans.

### Les Temps Modernes

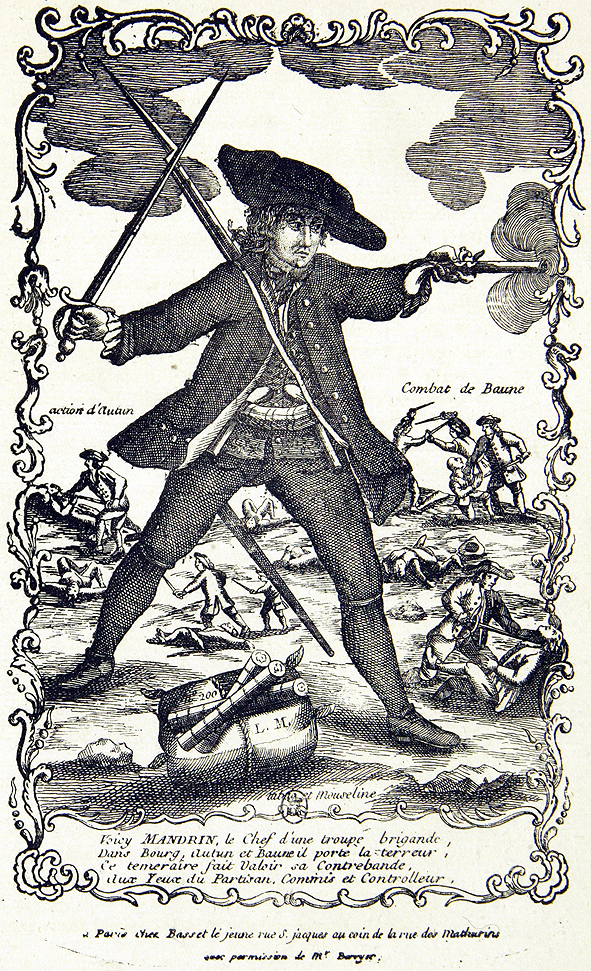
Le contrebandier Louis Mandrin

#### Mandrin et le temps de la contrebande
Les habitants d'Entre-deux-Guiers profitent du statut trouble de la vallée des deux Guiers : contrebande, évitement du fisc, braconnage s'organisent. Période restée célèbre grâce à l'action du dauphinois Mandrin (1725-1755) qui écuma la région et y recruta certains de ses lieutenants. Les contrebandiers furent dès lors très actifs entre les cantons suisses, la cité de Genève, les États de Savoie, alors souverains et le Royaume de France.
Plusieurs centaines de personnes dont plus du tiers de ses hommes étaient originaires du secteur des Échelles et d'Entre deux Guiers sont alors sous les ordres de Louis Mandrin, groupements organisées comme de véritables régiments militaires.
Grâce à un habile stratagème conçu par la Ferme générale qui avait pour vocation de prendre en charge la recette des impôts indirects et les droits de douane et qui subissait les exactions de ses troupes, celle-ci parvint à enlever Louis Mandrin sur le territoire savoyard, alors souverain. L'homme fut alors rapidement jugé, puis exécuté le 26 mai 1755 à Valence.
En 1760, le traité de Turin entre la France et la Savoie fixe la frontière sur le Guiers Vif : le bourg d'Entre-deux-Guiers devient définitivement français et il est coupé du bourg-mère des Échelles par une frontière.

### Époque contemporaine
L'abbé Olagnon et le papetier Henri Thouvard concourent à défendre vigoureusement le catholicisme persécuté. Thouvard est élu maire. Tous deux lui offrent un volet social innovant (mutuelles), et le relais de la presse catholique. Démis de la mairie, Thouvard y est réélu. La préfecture obtient du patronat papetier local l'éloignement de l'industriel qui se retire à Renage, après avoir fait notamment pression sur son père (Émile), entrepreneur de travaux publics, et son oncle (Alcide), banquier à Grenoble.

## Politique et administration

### Liste des maires
| Période                                  | Période      | Identité               | Étiquette | Qualité                |
| ---------------------------------------- | ------------ | ---------------------- | --------- | ---------------------- |
| 1794                                     | 1800         | Antoine Farconnet      | ...       | ...                    |
| 1800                                     | 1815         | Louis Riondet          | ...       | ...                    |
| 1815                                     | 1817         | Louis Vachon           | ...       | ...                    |
| 1817                                     | 1823         | Antoine Farconnet      | ...       | ...                    |
| 1823                                     | 1830         | Emmanuel Ollier        | ...       | ...                    |
| 1830                                     | 1840         | Louis Vachon           | ...       | ...                    |
| 1840                                     | 1865         | Étienne Planet         | ...       | ...                    |
| 1865                                     | 1879         | André Lacroix          | ...       | ...                    |
| 1879                                     | 1880         | Claude Auguste Chauten | ...       | ...                    |
| 1880                                     | 1883         | André Lacroix          | ...       | ...                    |
| 1883                                     | 1888         | Noël Philippe          | ...       | ...                    |
| 1888                                     | 1892         | André Lacroix          | ...       | ...                    |
| 1892                                     | 1895         | Victor Planet          | ...       | ...                    |
| 1895                                     | 1908         | Jean Passet            | ...       | ...                    |
| 1908                                     | 1909         | Henri Thouvard         | ...       | ...                    |
| 1909                                     | 1933         | Claude Loridon         | ...       | ...                    |
| 1933                                     | 1941         | Honoré Rey             | ...       | ...                    |
| 1944                                     | octobre 1947 | Marius Lanfrey         | ...       | ...                    |
| octobre 1947                             | mai 1950     | Henri Delporte         | ...       | artisan-commerçant ... |
| mai 1950                                 | mars 1995    | Pierre Rey             | ...       | ...                    |
| mars 1995                                | mars 2008    | Roland Mollard         | ...       | ...                    |
| mars 2008                                | mars 2014    | Denis Sejourné         |           | Cadre commercial       |
| mars 2014                                | En cours     | Pierre Baffert         |           | Professeur de lycée    |
| Les données manquantes sont à compléter. |              |                        |           |                        |

### Jumelages
Selon l'annuaire publié par site de l'AFFCRE, membre du Conseil des communes et régions d'Europe, la commune d'Entre-deux-Guiers n'est jumelée avec aucune autre commune de France ou hors de France

## Population et société

### Démographie
L'évolution du nombre d'habitants est connue à travers les recensements de la population effectués dans la commune depuis 1793. Pour les communes de moins de 10 000 habitants, une enquête de recensement portant sur toute la population est réalisée tous les cinq ans, les populations de référence des années intermédiaires étant quant à elles estimées par interpolation ou extrapolation. Pour la commune, le premier recensement exhaustif entrant dans le cadre du nouveau dispositif a été réalisé en 2004.

En 2022, la commune comptait 1 897 habitants, en évolution de +11 % par rapport à 2016 (Isère : +3,07 %, France hors Mayotte : +2,11 %).
| 1793  | 1800  | 1806  | 1821  | 1831  | 1836  | 1841  | 1846  | 1851  |
| ----- | ----- | ----- | ----- | ----- | ----- | ----- | ----- | ----- |
| 1 166 | 1 136 | 1 035 | 1 323 | 1 739 | 1 777 | 1 717 | 1 760 | 1 666 |

| 1856  | 1861  | 1866  | 1872  | 1876 | 1881 | 1886 | 1891 | 1896 |
| ----- | ----- | ----- | ----- | ---- | ---- | ---- | ---- | ---- |
| 1 632 | 1 333 | 1 401 | 1 370 | 781  | 791  | 801  | 825  | 925  |

| 1901 | 1906 | 1911 | 1921  | 1926  | 1931  | 1936  | 1946  | 1954  |
| ---- | ---- | ---- | ----- | ----- | ----- | ----- | ----- | ----- |
| 964  | 953  | 994  | 1 148 | 1 228 | 1 369 | 1 358 | 1 255 | 1 384 |

| 1962  | 1968  | 1975  | 1982  | 1990  | 1999  | 2004  | 2006  | 2009  |
| ----- | ----- | ----- | ----- | ----- | ----- | ----- | ----- | ----- |
| 1 454 | 1 529 | 1 501 | 1 459 | 1 544 | 1 477 | 1 587 | 1 631 | 1 742 |

| 2014  | 2019  | 2022  | - | - | - | - | - | - |
| ----- | ----- | ----- | - | - | - | - | - | - |
| 1 700 | 1 871 | 1 897 | - | - | - | - | - | - |

### Enseignement
La commune est rattachée à l'académie de Grenoble.

### Équipements sportifs
- un court de tennis extérieur

### Médias
- La Revue municipale d'Entre-deux-Guiers

Il s'agit un bulletin  municipal trimestriel distribué dans les boîtes aux lettres des habitants de la commune afin de diffuser des informations sur l'actualité locale. Un supplément pour « traiter de dossiers particuliers » peut quelquefois y être ajouté.
- Le Dauphiné libéré

Historiquement, le quotidien à grand tirage Le Dauphiné libéré consacre, chaque jour, y compris le dimanche, dans son édition de Chartreuse et Sud Grésivaudan, un ou plusieurs articles à l'actualité de la ville, ainsi que des informations sur les éventuelles manifestations locales, les travaux routiers, et autres événements divers à caractère local.

## Économie
Le commune fait partie de l'aire géographique de production et transformation du « Bois de Chartreuse », la première AOC de la filière Bois en France,.

### Secteur industriel
- En mars 1905, Jules Blanchet, dit Fourbis, de Voiron met en relation Henri Thouvard, jeune papetier arrivant de Montceau-les-Mines, avec Victor Blanchet, un des propriétaires de la papeterie B.F.K. de Rives, soucieux d'établir un gendre René Delafon dans la spécialité papetière. Le 17 juillet 1905, est fondée la société Henri Thouvard et Delafon, qui reprend moyennant 500.000 f. à B.F.K. la papeterie sise de la commune. Parallèlement, Henri Thouvard (°1874+1957) s'engage à la tête de la municipalité à défendre le catholicisme persécuté. Les pressions de la préfecture poussent B.F.K. et Delafon à neutraliser l'associé, qui finit par se retirer progressivement dès 1911.
- Station de recompression du réseau de gaz naturel
- Multibase (société process chimiques)
- Depuis 2017, la distillerie de la liqueur de Chartreuse est implantée sur le site d'Aiguenoire.

## Culture locale et patrimoine

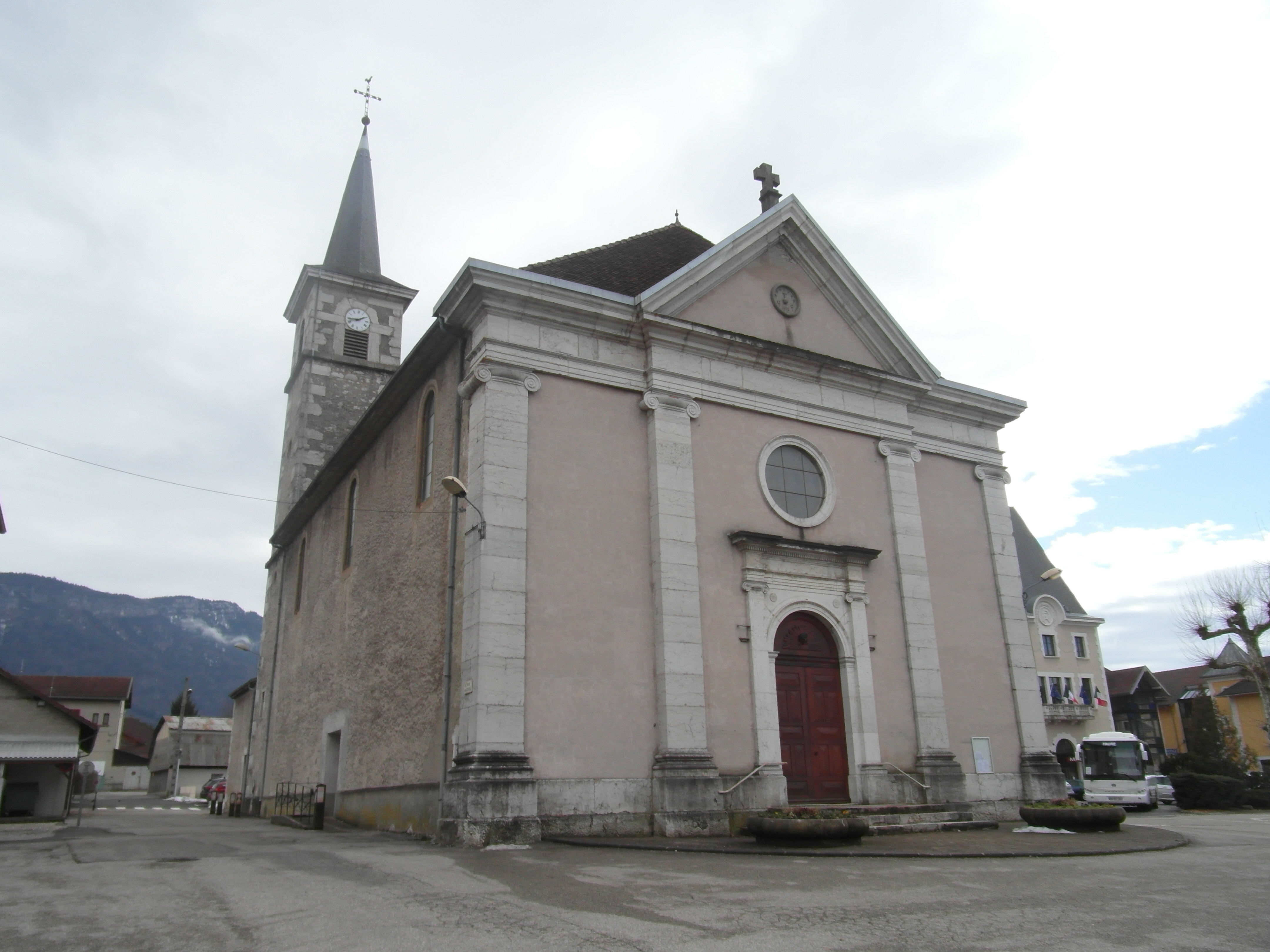
L'église d'Entre-deux-Guiers en mars 2018.

### Lieux et monuments
- Le manoir de La Tour, peut-être ancienne possession des Chartreux[39].
- Le manoir ou château du Grépon est indiqué sur la carte de Cassini de 1650. Aujourd'hui disparu, ce serait difficile de l'identifier avec la maison bourgeoise du XIXe siècle du hameau homonyme[39].
- Anciennes maisons[39].
- L'église paroissiale Saint-Bruno d'Entre-deux-Guiers.
- Le monument aux morts communal, de 1920, à la mémoire de : 46 soldats de 1914-1918 ; 8 soldats de 1939-1945 ; et 1 soldat de la guerre d'Indochine 1945-1954 Algérie-Maroc-Tunisie.
- Vestiges du bourg castrale et du château fort de la Commanderie des Echelles, sur la colline du Menuet[39].
- La Grange-étable de l'Espinasse, grange cartusienne du XVIIe siècle située sur le site de la distillerie de Chartreuse d'Aiguenoire.

### Patrimoine culturel
- Un cinéma ;
- une bibliothèque.

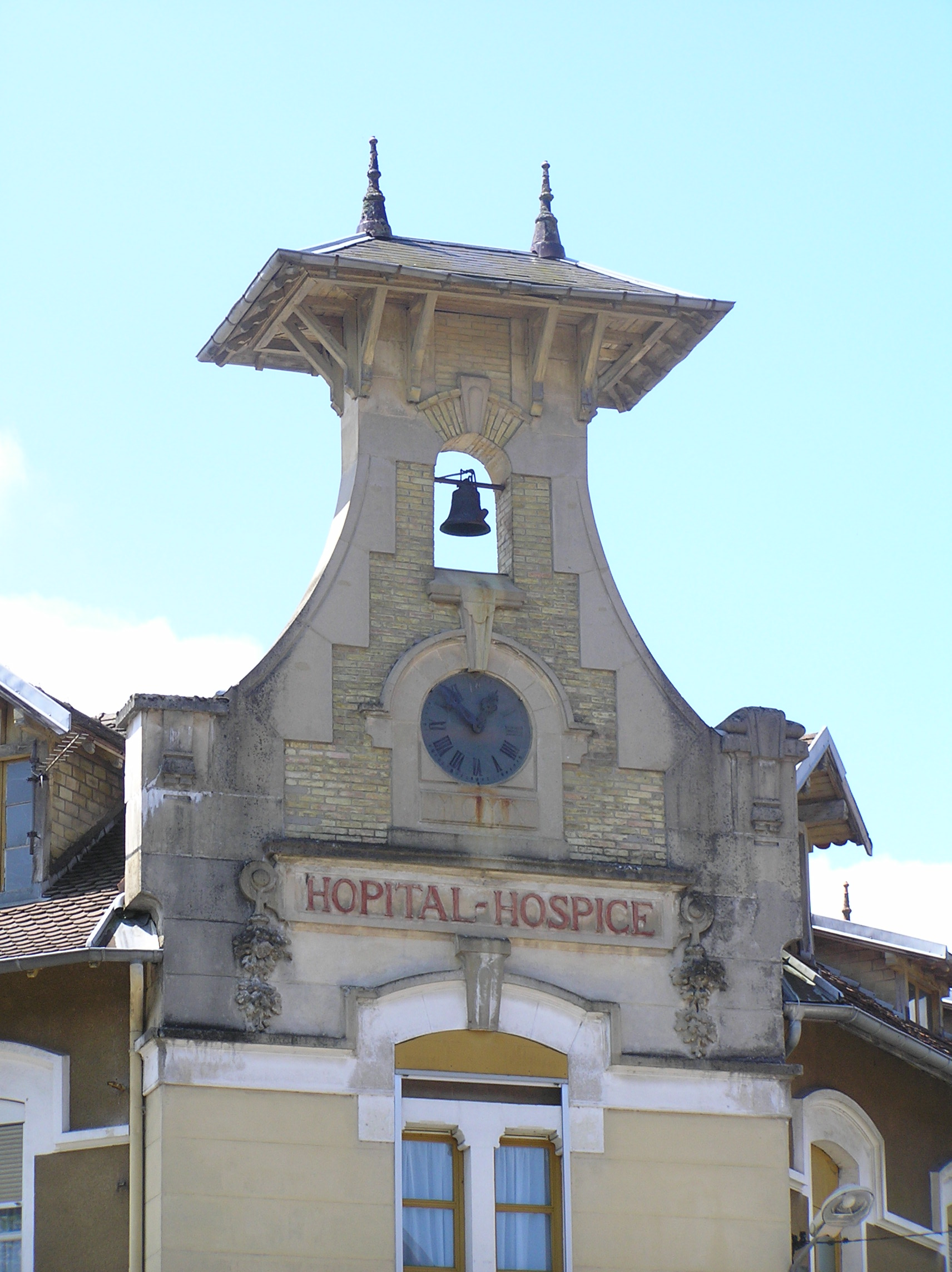
L'hôpital-hospice.
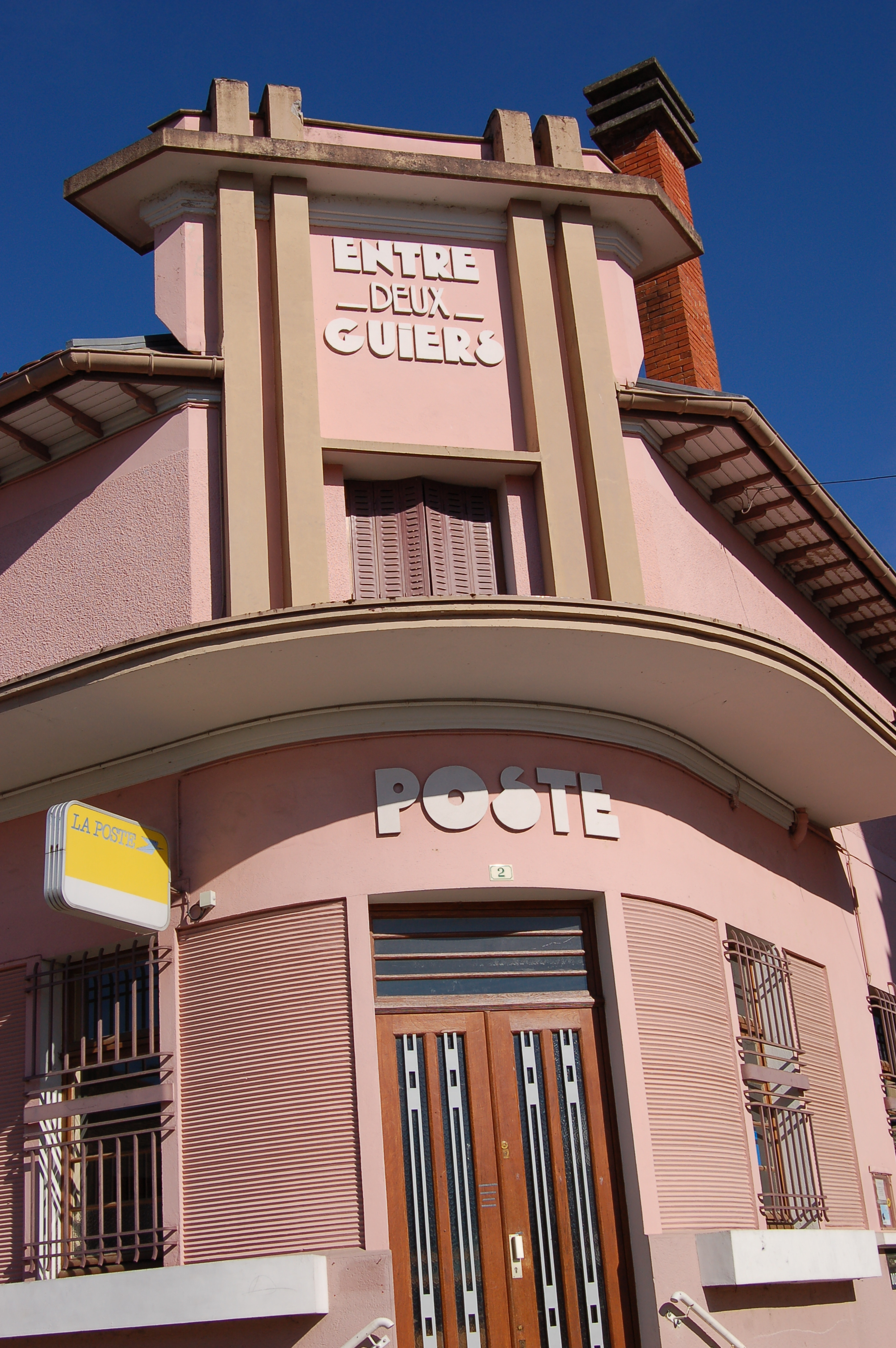
Le bureau de la poste.

### Patrimoine naturel
La commune est une des communes adhérentes du parc naturel régional de Chartreuse.

### Héraldique
| Blason de Entre-deux-Guiers | Blason  | D'or à un chevron d'azur accompagné en pointe d'un monde d'azur surmonté de sept étoiles de sable disposées en demi-cercle ; en chef deux dauphins de gueules, celui de dextre contourné. |
| Blason de Entre-deux-Guiers | Détails | Le statut officiel du blason reste à déterminer. |